# 金弘集 (朝鮮)
金弘集（：／ Kim Hong-jip，1842年—1896年），字敬能，號道園、以政學齋，朝鲜王朝後期政治人物，屬開化黨。本貫慶州。曾歷任右議政、左議政、領議政、內閣總理大臣等職。俄馆播迁时被巡检处死。死後諡號忠獻（충헌），贈大提學。

## 生平
金弘集本貫慶州金氏，是肅宗仁元王后之父、慶恩府院君金柱臣的5代孫，父親是開城府留守金永爵，母親是名學者成渾（昌寧成氏）的後代。為避清朝乾隆帝弘曆之諱曾改名金宏集，朝鮮脫離清朝宗藩體系獨立後改回原名。
1867年，金弘集於慶科庭試文科及第後，隔年被任命為承政院的事變假注書，數月後，因父親過世而辭去官職，在家居喪5年；1873年，金弘集守孝期結束，復職被任命為權知承文院副正兼承文博士，1875年，在擔任過副司果、訓錬都監及從事官的職務後，升任為興陽縣監，在這3年裡，金弘集深受百姓信任；後歷任司果、南學教授、戶、工、兵、禮曹的参議，1879年，轉任為敦寧府都正。
1880年，金弘集擔任朝日關係往來的修信使，並就仁川開港等問題與日本政府進行協商，協商的結果是失敗的；但在此期間，金弘集深受黃遵憲和鄭觀應的觀念影響，也直接影響到當時朝鮮政府的開化政策，回國後的金弘集升任為禮曹参判。
1882年3月至5月，金弘集代表朝鮮政府與美國、英國締結通商條約，如《朝美修好通商条约》.同時被任命為副提學，並歷任戶曹参判、工曹参判、京畿道觀察使(監司)；同年8月，因壬午軍亂事件，就朝鮮的主權問題與日本交涉，並簽訂濟物浦條約。
1884年9月，在歷任奎章閣直提學、知春秋館事後，時任禮曹判書的金弘集兼任督辦交涉通商事務一職，朝鮮政府對外交涉最高負責人。甲申政變失敗後，金弘集成為左議政兼外務督辦，於1885年初和日本締結漢城條約。後擔任判中樞府事，1887年再度擔任左議政後辭職，1889年，左遷水原府留守。
金弘集對於朝鲜的國際地位與情勢相當清楚，並且致力於朝鮮的現代化，但是金弘集是以穩健的改革作為目標，而異於開化黨的金玉均。由於金弘集的見解與行政能力的優秀，金弘集曾經三次出任總理大臣，官制改革(甲午改革、乙未改革)、廢除科舉以及斷髮令等近代化措施都是出自金弘集的命令。但是金弘集的親日立場與近代化措施也引發民眾的不滿。
1895年1月7日，金弘集內閣發表近代政治改革的基本綱領洪範十四條，同年10月8日，乙未事變發生，閔妃被害；在此期間，金弘集由於其親日的政治立場，導致失去大部分反日的朝鮮人民支持。11月有人在景福宫春生门试图暗杀他，但未遂。
在俄館播遷事件中，時任總理大臣的金弘集與前農工部大臣鄭秉夏皆被杀死，死後遺體被焚。
金弘集死後，朝鲜的親俄勢力掌權，而日本與俄羅斯在朝鮮半島的權力角逐也日益惡化，最後於1904年爆發日俄戰爭。